# Gečkovec
Gečkovec falu Horvátországban Varasd megyében. Közigazgatásilag Ivanechez tartozik.

## Fekvése
Varasdtól 22 km-re délnyugatra, községközpontjától 3 km-re nyugatra az Ivaneci-hegység északi részén fekszik. 

## Története
1857-ben 53, 1910-ben 106 lakosa volt. A trianoni békeszerződésig Varasd vármegye Ivaneci járáshoz tartozott. 2001-ben 39 háztartása és 119 lakosa volt. 